# Бойл, Дэвид, 1-й граф Глазго
Дэвид Бойл, 1-й граф Глазго (англ. David Boyle, 1st Earl of Glasgow; ок. 1666 — 31 октября 1733) — шотландский пэр и политик.

## Происхождение
Родился около 1666 года в замке Келберн, Фэрли, в Северном Эйршире, Шотландия. Сын Джона Бойла из Келберна (? — 1685), комиссара графства в парламенте Шотландии от Бьюта, и Мэрион Стюарт, дочери сэра Уолтера Стюарта из Аллантона.

## Карьера
В 1689—1699 годах — комиссар парламента Шотландии от избирательного округа Бьют. В 1697 году он был назначен членом Тайного совета Шотландии. Ректор Университета Глазго в 1690—1691 годах , а также последний заместитель казначея Шотландии перед унией с Англией.
Граф был сторонником Актов об унии, и после их принятия он занимал должность шотландского пэра-представителя в Палате лордов Великобритании в 1707—1710 годах, служа вместе с племянником своей первой жены, Джоном Линдси, 19-м графом Кроуфордом. В Шотландии некоторые утверждали, что уния позволит Шотландии оправиться от финансовой катастрофы, вызванной Дариенским проектом, посредством помощи Англии и отмены мер, введенных Законом об иностранцах 1705 года, чтобы заставить шотландский парламент соблюдать Закон об урегулировании . Поскольку многие члены Комиссии вложили значительные средства в Дарьенский поект, они полагали, что получат компенсацию за свои убытки, в результате чего статья 15 предоставила Шотландии 398 085 фунтов стерлингов за 10 шиллингов, сумму, известную как «Эквивалент», для компенсации будущих обязательств перед Государственным долгом Англии, который, по сути, использовался как средство компенсации инвесторам в Дарьенском проекте Шотландии . В общей сложности 20 000 фунтов стерлингов (240 000 шотландских фунтов) было отправлено в Шотландию , из которых 12 325 фунтов стерлингов, более 60 % финансирования, были распределены между Дэвидом Бойлом и герцогом Куинсберри, комиссаром в парламенте.
Дэвид Бойл был назначен лордом-верховным комиссаром Генеральной ассамблеи Шотландской церкви в 1706, 1707—1710 годах. До 1714 года он также был лордом-секретарем регистра.

## Пэрство
31 января 1699 года Дэвид Бойл был возведен в звание пэра Шотландии как лорд Бойл из Келберна, Стюартауна, Камбре, Финвика, Ларгса и Дэлри. 12 апреля 1703 года он получил титулы виконта Келберна, графа Глазго и лорда Бойла из Стюартауна, Камбре, Фенвика, Ларгса и Дэлри в системе Пэрства Шотландии.

## Личная жизнь
19 апреля 1687 года Дэвид Бойл женился первым браком на Маргарет Линдси-Кроуфорд (1669—1695), дочери достопочтенного Патрика Кроуфорда из Килбирни (1646—1681), второго сына Джона Линдсея, 17-го графа Кроуфорда (ок. 1598—1678) и брата Уильяма Линдсея, 18-го графа Кроуфорда (1644—1698). У супругов было трое сыновей:
- Джон Бойл, 2-й граф Глазго (апрель 1688 — 22 мая 1740), был женат на Хелен Морисон, дочери Уильяма Морисона Престонгрейнджа.
- Патрик Бойл, лорд Шевалтон (1690—1761), не женат.
- Чарльз Бойл (1691/1692 — 1770), не женат. Он отправился в Америку и получил грант на землю на Лонг-Айленде, штат Нью-Йорк, а затем вернулся в Англию.

16 июня 1697 года Дэвид Бойл вторично женился на Джин Мур (? — 3 сентября 1724), дочери Уильяма Мура из Роваллана (? — 1700), внука сэра Уильяма Мура из Роваллана (1594—1657). У супругов было трое дочерей, в том числе:
- Леди Джин Бойл (? — 13 декабря 1729), в 1720 году она вышла замуж за достопочтенного сэра Джеймса Кэмпбелла (ок. 1680—1745), третьего сына Джеймса Кэмпбелла, 2-го графа Лаудона (ум. 1684), и леди Маргарет Монтгомери, дочери Хью Монтгомери, 7-го графа Эглинтона[11].

В 1711 году Джон Смит (1652—1743) сделал гравюру с изображением графа Глазго на основе его портрета, выполненного Джонатаном Ричардсоном (1665—1745).